# Eclipta bistriaticollis
Eclipta bistriaticollis là một loài bọ cánh cứng thuộc họ Xén tóc. Loài này được Zajciw mô tả năm 1965.